# Kingston, Kent
Kingston är en ort och civil parish i grevskapet Kent i sydöstra England. Orten ligger i distriktet Canterbury, cirka 8,5 kilometer sydost om Canterbury. Tätorten (built-up area) hade 474 invånare vid folkräkningen år 2021.